# Der große Schwindel (2013, Deutschland)
Der große Schwindel ist eine deutsche Filmkomödie des Regisseurs Josh Broecker aus dem Jahr 2013. In der Hauptrolle verkörpert Mariele Millowitsch die Unternehmerin Elisabeth Sänger.

## Handlung
Elisabeth „Elli“ Sänger ist Unternehmerin mit Leib und Seele. Sie führt ihren Steinmetzbetrieb, in dem ihr Mann Georg zuständig für die Kreativität ist, mit viel Herzblut. Bis eines Tages Georg auf die Idee kommt, mit der Sekretärin Jeanette auszureißen: Gemeinsam mit ihr fährt er in den Himalaya, jedoch nicht ohne sich noch mit den Worten „Ich bin ein Abenteurer, mich kann man nicht anketten“ auch aus dem Unternehmen zu verabschieden.
Für Elli bricht nicht nur eine Welt zusammen, sondern auch ihr Kreislauf. Als sie erwacht, kann sie sich an nichts mehr erinnern. Die erwachsenen Kinder Florian und Rieke befürchten einen Rückfall, deshalb verschweigen die beiden gegenüber ihrer Mutter, weshalb, wohin, und vor allem, mit wem Georg geflohen ist. Doch der Plan der Kinder geht nicht auf: Elli erweist sich als „harter Brocken“, denn sie will unbedingt wissen, wo Georg ist. Außerdem kommt erschwerend hinzu, dass der Firma nun der kreative Kopf fehlt und Umsatzeinbußen zu befürchten sind.
Florian und Rieke erscheint die Sache aussichtslos, da bietet sich eine Lösung des Problems an: Georgs Zwillingsbruder Günther, der außer seinem Aussehen nichts mit Georg gemeinsam hat, soll die Lage stabilisieren. Günther ist in seiner gespielten Rolle als Georg mit der Situation völlig überfordert. 
Als Elli erkennt, dass sich „ihr Mann“ offensichtlich komplett verändert zu haben scheint, wagt sie selbst auch, ihr eigenes Leben neu zu gestalten: Die Liebschaft, die sie eingegangen war, lässt sie fallen und wagt mit „Georg“ (der ja eigentlich Günther ist) einen Neuanfang ihrer Ehe.

## Erstausstrahlung
Der große Schwindel wurde am 30. Januar 2013 erstmals im ZDF gesendet.

## Produktion
Sabine de Mardt produzierte den Fernsehfilm für Eyeworks im Auftrag des ZDF. Gedreht wurde in Köln und Drachenfels.

## Kritiken
Rainer Tittelbach ist der Ansicht, dass „Chemie und Timing stimmen, der Aberwitz regiert, das Tempo ist hoch, und der TV-Realismus wird lustvoll zu Grabe getragen“. Der Film sei eine „Komödie aus dem Geiste der Comedy“.
TV Spielfilm urteilt: „Federleichter, stellenweise alberner Verwechslungsschwank“. Das Fazit der Programmzeitschrift lautet: „Flunkern wahrlich leicht gemacht“.